# 방윤
방륜(方輪, 1464년 ∼ 1534년)은 조선의 무신이다. 본관은 온양(溫陽). 자(字)는 중여(仲與), 호는 송강(松江)이다. 계림군(雞林君)에 봉군되고, 종2품 동지중추부사(同知中樞府事)와 병마절도사(兵馬節度使)를 역임하였다. 아들 방호의는 지돈녕부사에 이르렀다.

## 생애
1464년(조선 세조 9년) 증 병조참판 방계화(方季和)의 아들로 태어났다.
1491년(조선 성종 22년) 무과에 급제하여, 오위(五偉)에 배속(配屬)되었다가 강계판관(江界判官)으로 배수(拜搜)되었다.
1501년(연산군 7년) 영의정 한치형에게 발탁되었다.
1505년(연산군 11년) 내직으로 군기시부정(軍器侍副正), 도총부경력(都摠府經曆)을 역임한 후 갑산부사(甲山府使)로 나갔다.
1506년(조선 중종 1년) 승차되어 함경도 병마우후(兵馬虞候)를 제수받았으며, 누차(累次) 공로(功勞)를 쌓아 주비(朱緋)를 하사(下賜)받고 연경(燕京)에 다녀왔다.
1507년(중종 2년) 포도 순검사(捕盜巡檢使)로 황해도(黃海道)에 파견되어 도적을 수포(搜捕)하였다.
1512년(중종 7년) 외직으로 김해부사(金海府使)에 임명되었다가 방윤(方輪)의 무재가 탁월하고 성품이 또한 청렴 결백하다 하여 내직으로 돌아왔다. 이어 충청도 절도사가 되었다.
1515년(중종 10년) 병마절도사(兵馬節度使)가 되어 오위도총부(五衛都摠府) 부총관(副摠官)을 겸직하였다.
계림군(雞林君)에 봉군되고, 1521년(중종 16년) 평안도 병마·수군 절도사(平安道兵馬水軍節度使)로 임명되었다.
1524년(중종 19년) 동지중추부사(同知中樞府事)로서 성절사(聖節使)가 되어 명나라에 다녀왔다.
1526년(중종 21년) 전라도병마절도사(全羅道兵馬節度使)에 제수되었다.
1528년 다시 동지중추부사(同知中樞府事)가 되었다.
1531년(중종 26년) 함경북도 절도사(咸鏡北道節度使)로서 도시(都試)에서 자신의 아들인 방호례(方好禮)를 1등으로 선발한 일로 파직되었다.
곧 다시 복직하여 1532년(중종 27년) 성절사(聖節使)로 명나라에 다녀왔다.
1534년(중종 29년) 평안도 절도사(平安道節度使)에 이르렀다. 병조판서(兵曹判書)에 증직되었으며, 묘는 경기도 동두천시 생연동(황말음리)에 있다.

## 가족 관계
- 아버지 : 방계화(方季和, 초휘 方季生) - 증 병조참판
- 아들
  - 방호인(方好仁)
  - 방호의(方好義)
  - 방호례(方好禮)
  - 방호지(方好智)